# Vetzuur
Vetzuren zijn organische carbonzuren met een keten van ten minste twee koolstofatomen en een carboxylgroep (COOH). Het kleinste vetzuur is propionzuur. Vetzuren zitten in vetten en in de fosfolipiden in celmembranen. Vet is een verbinding van glycerol en drie vetzuren.
Enkele bekende vetzuren zijn palmitinezuur, stearinezuur, oliezuur, linolzuur en arachidonzuur. 

## Onderverdeling vetzuren
- Verzadigde vetzuren hebben de algemene chemische formule: CH3(CH2)nCOOH. Het enzym desaturase introduceert een cis dubbele binding in de verzadigde koolstofketen.
- Enkelvoudig onverzadigde vetzuren hebben één dubbele binding. Oliezuur is een van de enkel onverzadigde vetzuren, met structuurformule CH3(CH2)7(CH=CH)(CH2)7COOH. Oliezuur is een zogenaamd n-9-vetzuur, omdat de dubbele binding tussen het 9e en 10e koolstofatoom zit, geteld vanaf de CH3-eindgroep. Ketenverlenging in het lichaam gebeurt altijd aan de kant van de carboxylgroep (COOH) en de dubbele band blijft zo altijd op zijn plaats ten opzichte van de eindgroep zitten. Dit is de groep n-9-vetzuren.
- Meervoudig onverzadigde vetzuren hebben meer dan één dubbele binding. Linolzuur met twee dubbele bindingen en alfalinoleenzuur met drie dubbele bindingen zijn meervoudig onverzadigde vetzuren. Linolzuur is een n-6-vetzuur, omdat de eerste dubbele binding tussen het 6de en 7de koolstofatoom zit, geteld vanaf de CH3-eindgroep. Alfalinoleenzuur is een n-3-vetzuur (ook wel omega 3 (ω-3)-vetzuur genoemd), gammalinoleenzuur is een n-6-vetzuur (of omega 6 (ω-6)-vetzuur). Linolzuur en alfalinoleenzuur, die ons lichaam niet zelf kan aanmaken, zijn wel van groot belang voor ons metabolisme, zij worden daarom essentiële vetzuren genoemd.
- Transvetzuren zijn vetzuren met een dubbel binding van het trans-type. Bij natuurlijke enkelvoudig of meervoudig onverzadigde vetzuren zijn de verbindingen meestal van het cis-type. Bij een cis-verbinding staan de waterstofatomen ruimtelijk gezien aan dezelfde kant. Bij de trans-verbinding in transvetzuren staan de waterstofatomen tegenover elkaar. Hoewel cis- en transvetzuren dezelfde chemische formule kunnen bezitten, zijn de eigenschappen geheel anders. Transvetzuren ontstaan bij het gedeeltelijk harden van vetten. Omdat studies hebben aangetoond dat transvetzuren ongezonder zijn dan verzadigde vetten worden deze transrijke geharde vetten tegenwoordig veel minder gebruikt, hoewel zij dikwijls in de verborgen vetten in producten kunnen zitten. Vaak onder de naam "gedeeltelijk gehard vet" of "gedeeltelijk gehydrogeneerde plantaardige olie". Soms staat er zelfs helemaal geen vetzuurspecificatie op de verpakking of alleen "plantaardige olie". Er is overigens wel een verschil tussen transvetten uit industriële gedeeltelijke harding en transvetten uit producten van herkauwers". Het veelvoorkomende industrieel vervaardigde elaïdinezuur (zie verderop) kan leiden tot bloedklontervorming en verstopping van aderen. Vacceenzuur uit herkauwers wordt anders behandeld in het lichaam en kan omgezet worden tot rumenzuur, dat in verband is gebracht met een anti-atherogene en anticarcinogene werking.
- Geconjugeerde linolzuur isomeren (conjugated linoleic acid (CLA)) komen voor in dierlijk vet. Deze groep vetzuren is isomeer met linolzuur en kan een geconjugeerde trans-type dubbele binding bevatten, maar wordt bij de voedingswaardedeclaratie niet tot de transvetzuren gerekend.
- Essentiële vetzuren kunnen niet in het menselijk lichaam worden aangemaakt, terwijl ze wel nodig zijn om te functioneren. Ze moeten daarom via de voeding worden ingenomen. Er zijn twee essentiële vetzuren: linolzuur en alfalinoleenzuur.

## Vetzuren en cholesterol
Palmitinezuur, myristinezuur en laurinezuur verhogen het cholesterolgehalte, maar verlagen de cholesterol/HDL-cholesterolratio. Deze ratio is een sterkere indicatie voor het risico op hart- en vaatzieken dan alleen het totaal cholesterolgehalte. Deze vetzuren zitten in harde margarines en vet vlees. Stearinezuur en de korteketenvetzuren doen dit niet. Myristinezuur verhoogt tevens het biologisch actieve eicosapentaeenzuur (EPA) in weefsels.

## Voedingswaardedeclaratie
Op voedingswaardedeclaraties wordt vaak een onderverdeling in verzadigde, enkelvoudig onverzadigde en meervoudig onverzadigde vetzuren vermeld. Transvetzuren worden, zoals gemeld, zelden vermeld.
Bij de volledige verbranding van vetzuren komt ongeveer 38 kJ (9 kcal) per gram vrij. Dat is ruim tweemaal zoveel als bij de verbranding van koolhydraten of proteïne. Overigens kunnen deze theoretische waarden verschillen van de hoeveelheid calorieën die netto worden gegenereerd bij metabolisme. Elke omzetting genereert namelijk ook warmte die aan de omgeving wordt afgestaan. Dit wordt het thermic effect of food genoemd (TEF). Een theoretische voeding van 2000 kcal verdeeld over 55 energieprocent koolhydraten, 30 energieprocent vetten en 15 energieprocent eiwit levert in de praktijk waarschijnlijk ongeveer 1850 kcal. Fine en Feinman (2004) toonden aan, dat wanneer de calorieën van koolhydraten in een dagmenu van 2000 kcal in gelijke mate worden herverdeeld over eiwitten en vetten, de effectieve energie van de oorspronkelijke 2000 kcal daalt. Een voeding met 8 energieprocent koolhydraten levert dan netto nog 1710 kcal van de oorspronkelijke 2000 kcal.

## Vetzuren en gezondheid
Het onderzoek naar vetzuren heeft een lange geschiedenis, waarbij vooral verzadigd vet als ongezond werd aangemerkt. In 2012 concludeerden Muskiet et al. evenwel dat er 'geen bewijs voor de vermeende ongunstige effecten van het vetgehalte' in onze voeding, inclusief melk en zuivel. De onderzoekers laken '[d]e huidige overdreven aandacht' voor het vet in de voeding, die ten koste gaat van belangrijkere zaken: 'Meer aandacht is op zijn plaats voor de onvoldoende consumptie van vis, groente en fruit, en ons gebrek aan beweging.'

## Toepassing van vetzuren
Zuivere vetzuren worden geproduceerd in de oleochemie. Zuivere vetzuren worden gebruikt in kaarsen, maar vooral als grondstof voor cosmetica ingrediënten, verven, drukinkten, biologisch afbreekbare smeermiddelen en schoonmaakmiddelen.
Daarnaast is zeep het metaalzout van een vetzuur, meestal een natrium- of kaliumzout. Zepen ontstaan door verzeping van vetten met bijvoorbeeld natronloog of door verzeping van vetzuren.

## Veelvoorkomende vetzuren
Hieronder staat een aantal veelvoorkomende vetzuren vermeld. Tevens staan vermeld de lengte van het molecuul (aantal koolstofatomen), het type (cis of trans) en de locatie van de dubbele bindingen, alsmede enkele voedingsmiddelen waarin het vetzuur vaak voorkomt.Bij de locatie van de dubbele binding wordt er geteld vanaf de carboxylgroep, dat koolstofatoom heeft nummer 1. Een 9 (of delta-9) houdt in dat de binding tussen de koolstofatomen 9 en 10 een dubbele binding is. Voorts wordt ook de omeganotatie aangegeven. Daarbij wordt juist van de andere kant geteld tot aan de eerste dubbele binding. Omega 3 houdt in dat de derde binding een dubbele is en de eerste en tweede een enkele.
| Vetzuur                  | Aantal C | Vetzuur- codering | Dubbele bindingen (plus: omeganotatie) | Komt onder andere voor in                                                            |
| ------------------------ | -------- | ----------------- | -------------------------------------- | ------------------------------------------------------------------------------------ |
| Azijnzuur                | 2        | 2:0               | Kort verzadigd vetzuur                 | (Schoonmaak)azijn                                                                    |
| Boterzuur                | 4        | 4:0               | Kort verzadigd vetzuur                 | Roomboter en koemelk                                                                 |
| Capronzuur               | 6        | 6:0               | Kort verzadigd vetzuur                 | Geitenmelk                                                                           |
| Caprylzuur               | 8        | 8:0               | Verzadigd vetzuur                      |                                                                                      |
| Caprinezuur              | 10       | 10:0              | Verzadigd vetzuur                      | Palmolie, kokosolie, vet van geitenmelk.                                             |
| Laurinezuur              | 12       | 12:0              | Verzadigd vetzuur                      | Kokosolie en palmpitolie                                                             |
| Myristinezuur            | 14       | 14:0              | Verzadigd vetzuur                      | ossenwit en margarine                                                                |
| Palmitinezuur            | 16       | 16:0              | Verzadigd vetzuur                      | Palmolie, kokosolie, verder ook in alle dierlijke vetten en oliën                    |
| Palmitoleïnezuur         | 16       | 16:1              | Cis-9 (ω-7)                            |                                                                                      |
| Stearinezuur             | 18       | 18:0              | Verzadigd vetzuur                      | Raapolie, sojaolie, zonnebloemolie, maisolie                                         |
| Oliezuur                 | 18       | 18:1,c9           | Cis-9 (ω-9)                            | Zeer veel in olijfolie, verder ook in alle dierlijke en plantaardige vetten en oliën |
| Elaïdinezuur             | 18       | 18:1,t9           | Trans-9                                | Gedeeltelijk geharde vetzuren                                                        |
| Vacceenzuur              | 18       | 18:1,c11          | Cis-11                                 | Duindoorn                                                                            |
| Vacceenzuur              | 18       | 18:1,t11          | Trans-11                               | Herkauwers                                                                           |
| Rumenzuur                | 18       | 18:2,c9t11        |                                        | Vet en melk van herkauwers                                                           |
| Linolzuur                | 18       | 18:2,c9c12        | Cis-9,12 (ω-6,9)                       | Saffloerolie, zonnebloemolie, maisolie, sojaolie, arachideolie                       |
| Alfalinoleenzuur (ALA)   | 18       | 18:3              | Cis-9,12,15 (ω-3,6,9)                  | Lijnzaadolie, walnootolie, canolaolie, perillazaadolie, hennepzaadolie               |
| Eicosapentaeenzuur (EPA) | 20       | 20:5              | Cis-5,8,11,14,17 (Omega-3)             | Visolie                                                                              |
| Docosahexaeenzuur (DHA)  | 22       | 22:6              | Cis-4,7,10,13,16,19 (Omega-3)          | Visolie                                                                              |